# 위화 (소설가)

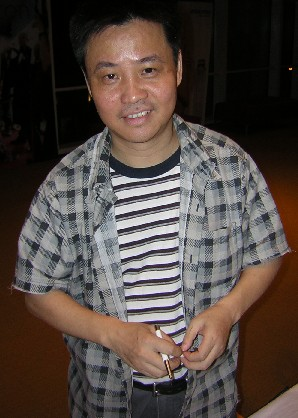
위화

위화(여화, 중국어 정체자: 余華, 간체자: 余华, 병음: Yú Huá, 1960년 4월 3일~)은 중국의 소설가이다.
1960년 중국 저장성 항저우시 출신으로, 고등학교를 졸업하고 치과에 취직하여 의사를 도와 발치인(이빨을 뽑아주는 사람)으로 일하였고, 루쉰 문학원을 이수한 후 1983년부터 글을 쓰기 시작한 위화는 『열여덟 살에 집을 나서 먼 길을 가다.』,『세상사는 연기와 같다.』 등 실험성 강한 중단편 소설을 내놓으며 중국 제 3세대 문학을 대표하는 작가이다. 또한 중국 선봉파 소설의 대표 작가이다.
어릴 적 학교에 잘 다니지 못했으며 소설을 시작했을 때 아는 한자가 많지 않아서 글이 간결한 특징을 갖게 되었다. 하지만 유명세를 띠고 난 후 중국 비평가들이 그의 간결한 글을 칭찬하였는데, 위화는 이에 아는 한자가 많지 않아서 그런 것이라고 답했다.
위화는 자신의 청소년기에 겪었던 경험을 바탕으로 중국 현대사를 비판적이면서도 풍자적이며 냉철한 시선을 자신의 소설에 녹여내고 있다.
대표작으로 『첫 번째 기숙사』, 『허삼관매혈기(許三觀賣血記)』, 『살아간다는 것』, 『형제』 등이 있으며, 『살아간다는 것』은 장이머우 감독이 연출하고 궁리가 주연을 맞은 영화 인생의 원작이다. 인생은 장이머우 감독이 영화화해 칸 영화제에서 심사위원 대상을 수상했다. 외국인들에게 그의 소설은 '중국을 들여다보는 창'으로 통한다. 위화의 주요 작품은 미국, 프랑스, 독일, 이탈리아, 일본, 베트남 등 여러나라에서 번역 출간됐다.
1996년 출간된 장편소설 허삼관매혈기는 위화를 중국의 대표작가로 자리를 굳힐 수 있도록 한 작품이다. 허삼관 매혈기는 가족을 위해 피를 파는 한 남자의 고단한 삶을 특유의 풍자와 해학을 그려냈다. 3권의 장편소설인 가랑비 속의 외침, 인생, 허삼관매혈기를 통해 세계적인 작가로 발돋움 했으며, 2005년에 발표한 형제로 또 한 번 극찬을 받았다.
1980년대 초창기 작품은 폭력, 죽음 등 부정적인 이미지를 그려내는 실험적인 내용이 많았고 1990년대 이후 작품에는 삶에 대한 통찰과 포용하는 태도를 바탕으로 한 절제된 현실주의적 내용이 나타난다.
지난 22년 12월 15일에 교보문고와 대산문화재단이 함께 마련한 행사 '세계작가와의 대화'를 통해 내한 강연으로 한국에 방문했었다. 허삼관매혈기, 인생, 형제, 원청으로 작가의 시선을 통해 중국의 1900년대를 되짚었다.

## 학력
- 루쉰 문학원(중국작가협회 소설 창작반)

## 수상
- 1998년 이탈리아 그린차네 카보우르 문학상
- 2004년 미국 반스 앤드 노블 신인작가상
- 2004년 프랑스 문학예술 훈장
- 2002년에는 중화인민공화국 소설가 최초로 제임스 조이스 기금을 받았다.

## 작품
- 1983년 첫 번째 기숙사
- 1997년 살아간다는 것
- 1999년 허삼관 매혈기
- 2000년 세상사는 연기와 같다
- 2000년 내게는 이름이 없다
- 2002년 재세우중호함
- 2004년 가랑비 속의 외침
- 2007년 형제1
- 2007년 형제2
- 2007년 형제3
- 2007년 인생
- 2008년 영혼의 식사
- 2009년 무더운 여름
- 2010년 4월 3일 사건
- 2011년 여화 정선집
- 2012년 사람의 목소리는 빛보다 멀리 간다
- 2013년 제 7일
- 2013년 재앙은 피할 수 없다
- 2016년 우리는 거대한 차이 속에 살고 있다
- 2018년 글쓰기의 감옥에서 발견한 것
- 2019년 문학의 선율, 음악의 서술
- 2022년 원청: 잃어버린 도시

## 같이 보기
- 허삼관(위화의 1999년작 허삼관 매혈기를 원작으로 한 영화)

1. ↑  안상현 기자 (2023년 8월 8일). “[위대한 수업, 그레이트 마인즈]위화 소설가 특강 2편 '사실 한자 잘 몰랐어요'”. 한국강사신문.
2. ↑  김석 기자 (2022년 12월 7일). “'인생'·'허삼관 매혈기'의 위화 작가 15일 내한 강연”. KBS뉴스.